# REIT指数
REIT指数（リートしすう、英: REIT index）とは、REIT（不動産投資信託）の価格の平均（時価総額加重平均など）を取った指数のこと。
以下のREIT指数などが存在する。これらの指数のいくつかは、ETFや投資信託や先物が作られている。
- 日本
  - 東証REIT指数 - 東京証券取引所に上場している全J-REITの時価総額加重平均[1]
  - SMTRI J-REIT Index - 三井住友トラスト基礎研究所が公表している日本の全上場J-REITを対象とした指数。オフィスインデックス、住宅インデックスなどジャンル別の指数も作成している。[2]
- 米国
  - ダウ・ジョーンズ米国不動産指数 (Dow Jones U.S. Real Estate Index)[3]
  - S&P United States REIT Index[4]
  - MSCI US REIT Index
  - FTSE Nareit US Real Estate Index[5]